# Epidesma rhypoperas
Epidesma rhypoperas är en fjärilsart som beskrevs av George Francis Hampson 1898. Epidesma rhypoperas ingår i släktet Epidesma och familjen björnspinnare. Inga underarter finns listade i Catalogue of Life.